# Wolfgang Seitz
Wolfgang Seitz (1940) es un botánico, y pteridólogo alemán.

## Algunas publicaciones
- Seitz, wolfgang. 2009. Rosengarten. Mein Traumgarten (Jardín de rosas. Mi jardín de ensueño). Ed. Compact-Verlag, 80 pp. ISBN 3817466358, ISBN 9783817466351

- --------------------. 2003. Der schöne Rosengarten (Los hermosos jardines de rosas). Ed. Compact Verlag GmbH. 80 pp. ISBN 3-8174-5691-3

- --------------------, jürgen Richter. 1999. Reise durch Andalusien (Viaje por Andalucía). Ed. Stürtz. 124 pp. ISBN 3-8003-0965-3

- --------------------. 1983. Studien an Rindenflechten und ihrer ökologischen Korrelation zur Luftverunreinigung in einigen Städten Süd-(west)deutschlands und Ostfrankreichs (Estudios sobre los líquenes y su correlación ecológica a la contaminación del aire en algunas ciudades del sur y oeste alemán y este francés). 90 pp.

- --------------------. 1970. Nachtrag zur Nomenklatur der Aconitum Napellus-Gruppe in Europa, Taxon 19 (16) : 904-905

- --------------------. 1970. Excessive Calcium Oxalate Excretions in a Species of the Genus Usnea Lichenes. Berichte der Deutschen Botanischen Gesellschaft 83 : 121-7

- --------------------. 1969. Die Taxonomie der Aconitum napellus Gruppe in Europa, Feddes Repertorium 80 : 1-76
- La abreviatura «W.Seitz» se emplea para indicar a Wolfgang Seitz como autoridad en la descripción y clasificación científica de los vegetales.[1]